# Cacho Tirao
Oscar Emilio Tirao, ismertebb nevén Cacho Tirao (a Buenos Aires tartománybeli Berazategui, 1941. április 5. – Buenos Aires, 2007. május 30.) argentin gitárvirtuóz és zeneszerző.

## Pályafutása
Négyéves korában tanult meg játszani gitáron, egy évvel később pedig már díjat nyert első rádiós fellépésével. 1968 és 1971 között Astor Piazzolla híres kvintettjének tagja volt, dolgozott Osvaldo Tarantinóval, Dino Saluzzival és Rodolfo Mederosszal, kísérte Josephine Bakert. 
Virtuóz szólistaként tűnt fel, főleg tangót, milongát, zambát, chacarerát adott elő és komponált, de más zenei stílusok sem voltak idegenek számára. Szerzeményei közül említést érdemel az édesapja emlékére írott "La Milonga de Don Taco", az unokájának ajánlott "La Milonga del Nino deseado" és a Sonveri című kitűnő bossa nova, mely 1980-ban jelent meg a CBS kiadásában a "Seleccion Especial de Cacho Tirao" című albumon.
Leghíresebb művét, a gitárra és szimfonikus zenekarra írott "Conciertango Buenos Airest" 1985-ben mutatták be Belgiumban. Népszerűsége az 1970-es években volt a legmagasabb, amikor a "Recitales Espectaculares" című televíziós előadá-ssorozatot vezette, egyik lemeze 1978-ban több mint egymillió példányban kelt el.
Harminchat lemezt adott ki, szólistaként az első lemeze 1971-ben jelent meg "Mi guitarra, tú y yo" címmel, utolsó albuma, a "Renacer" pedig 2006-ban, miután felépült egy agyvérzés okozta féloldali bénulásból.